# Філе-брошет
Філе-брошет — національна страва канадської кухні. Страва є свинячою вирізкою в беконі з цибулею і грибами, нанизаними на шпажки у вигляді шашлику і приготовлені на грилі.
Страва достатньо проста у приготування. Філе-брошет виходить не тільки дуже смачним, але і дуже чудово прикрашає тарілку. Як правило, його подають домашнім на обід або вечерю, а також гарячою закускою на святковий стіл для гостей.
Для приготування філе-брошет потрібно 700 грам свинячої вирізки, бекону 400-550 гр, пів кілограма печериць, солодкий перець та цибулину. Солити, перчити за смаком. Шматочки свинини попередньо обсмажуються. Тоді усі ці інгредієнти почергово нанизуються на шпажки. За 20-30 хв страва готова.